# Joana A. Vidal Ferrer
Joana A. Vidal Ferrer (Santanyí, 6 de juny de 1907 – Palma, 7 de juny de 1980). De professió brodadora, als darrers anys de la seva vida va plasmar una grapada de senzills poemes de caràcter popular plens de delicats sentiments i de destacables valors estètics. Quasi tots varen ser publicats a les revistes Ponent i Paris-Baleares. Va morir a S'Arenal o Platja de Palma durant la nit del 6 al 7 de juny de 1980.
Una selecció dels seus poemes va ser editada amb caràcter pòstum sota el títol de Poesies.

## Obra
- Poesies, Mallorca, 1980